# The Fool
The Fool är debutalbumet av den amerikanska rockgruppen Warpaint, utgivet den 25 oktober 2010 på Rough Trade Records. Albumet spelades in vid två studior—Curves Studio och The Boat Studio—i bandets hemstad Los Angeles och producerades av Tom Biller, som tillsammans med Andrew Weatherall och Adam Samuels också ansvarade för mixningen av albumet.
The Fool uppnådde plats 176 på amerikanska Billboard 200 och 41 i Storbritannien. Bandet har beskrivit albumet som en "äldre syster" till EP:n Exquisite Corpse. Låtarna "Undertow" och "Shadows" släpptes som singlar.

## Låtlista
Alla låtar är skrivna och komponerade av Warpaint. 
| Nr | Titel                 | Längd |
| -- | --------------------- | ----- |
| 1. | Set Your Arms Down    | 5:01  |
| 2. | Warpaint              | 5:51  |
| 3. | Undertow              | 5:53  |
| 4. | Bees                  | 4:22  |
| 5. | Shadows               | 4:04  |
| 6. | Composure             | 4:55  |
| 7. | Baby                  | 5:00  |
| 8. | Majesty               | 6:32  |
| 9. | Lissie's Heart Murmur | 5:11  |

| 10. | Shadows (Neon Lights remix)              | 3:19 |
| 11. | Stars                                    | 6:27 |
| 12. | Elephants                                | 4:45 |
| 13. | Billie Holiday                           | 6:45 |
| 14. | Beetles                                  | 6:58 |
| 15. | Burgundy                                 | 4:41 |
| 16. | Krimson                                  | 4:08 |
| 17. | Billie Holiday (Steve Mackey radio edit) | 3:39 |

## Listplaceringar
| Listor (2010)                    | Högsta placering |
| -------------------------------- | ---------------- |
| Brittiska albumlistan            | 41               |
| USA Billboard 200                | 176              |
| USA Billboard Heatseekers        | 4                |
| USA Billboard Independent Albums | 26               |
| USA Billboard Tastemakers        | 19               |
| Lista (2011)                     | Högsta placering |
| Irländska albumlistan            | 75               |

## Medverkande
- Tom Biller – mixning (5), inspelning, producent
- Sonny DiPerri – assisterande ljudtekniker (5)
- Sheldon Gomberg – assisterande mixning (1, 2, 4, 6, 8, 9)
- Mia Kirby – fotografi (omslag)
- Taka Okada – fotografi (insida)
- Adam Samuels – mixning (1, 2, 4, 6, 8, 9)
- Nina Walsh – ljudtekniker (3, 7)
- Warpaint – ytterligare inspelning, producent, design (insida)
- Andrew Weatherall – mixning (3, 7)
- Jody White – manager
- Pierre Ziegler – design (omslag)

Information från Discogs